# Rhaphuma duplex
Rhaphuma duplex là một loài bọ cánh cứng trong họ Cerambycidae.